# Tunja
Tunja ['tuŋxa] is een stad en gemeente in Colombia, gelegen in het departement Boyacá, waarvan het de hoofdstad is. In de gemeente wonen zo'n 150.000 Tunjanos. 
Tunja ligt aan de bovenloop van de Teatinos (of Boyacá).
Tunja is van oorsprong een koloniale stad en verschillende 16e-eeuwse gebouwen zijn bewaard gebleven, waaronder de kerken Santo Domingo en San Laureano.

## Geschiedenis
Tunja werd op 6 augustus 1539 gesticht door de Spaanse kapitein Gonzalo Suarez Rendon. Ervoor lag hier een dorp van de Muisca, Hunza genoemd. In 1819 vertrok Simón Bolívar van hier om strijd te leveren tegen de Spanjaarden in de Slag van Boyacá. Het slagveld ligt acht kilometer ten zuiden van de stad.

## Economie
Tunja is een regionaal handelscentrum. Er worden landbouwproducten en vee verhandeld. In de omgeving zijn er goud- en smaragdmijnen.
Tunja is sinds 1953 een universiteitsstad (Universidad Pedagógica y Tecnológica de Colombia).
De stad ligt aan de Panamerikaanse snelweg tussen Cúcuta en Bogotá. Er is ook een treinstation.

## Religie
Tunja is de zetel van het rooms-katholieke aartsbisdom Tunja.

## Geboren
- Gustavo Rojas Pinilla (1900-1975), president van Colombia en dictator
- Winner Anacona (1988), wielrenner
- Nairo Quintana (1990), wielrenner